# 溫子昇
溫子昇（496年—547年），字鵬舉，濟陰郡冤句县（今山東菏澤）人。他是北魏代表作家之一，名列北朝“三才”。

## 生平
溫子昇出身寒門，早年在北魏廣陽王元淵門下為门客。孝明帝熙平二年（517年），東平王元匡試選御史，應試者800多人，溫子昇中選。從此文名大振。曾参与孝庄帝刺杀尔朱荣的密谋，事成帮助孝庄帝之后写下《殺爾朱榮元天穆等大赦詔》，表达孝庄帝宽赦尔朱氏残余势力的愿景。但不久尔朱兆攻入洛阳，孝庄帝被杀，温子升只好藏匿。后歷任諸王幕僚、台閣郎官，執掌文翰。孝武帝永熙二年（533年），為侍讀兼舍人，遷散騎常侍、中軍大將軍。后領本州大中正。魏孝武帝元修和权臣高欢的矛盾日重，逼迫温子昇写给高欢的敕文，但随后孝武帝被高欢击败逃到长安。如同曹操欣赏陈琳的文学才华一样，高欢并没杀掉他，而是令他写韩陵之战的碑文。温子昇由此写下了传世古今的《韩陵山寺碑》，阐述了高欢之前讨平尔朱氏的丰功伟绩和烘托出了讨伐孝武帝合法性。然而高氏并没有对他放下疑虑，猜忌他会像从前一样忠于魏室。東魏武定五年（547年），因嫌疑參預元瑾等謀害高澄之案，被高澄逮捕，餓死在晉陽（今山西太原）獄中。
南梁时，庾信出使北朝，刚去的时候，北方的文人很看不起他。庾信把自己写的《枯树赋》给他们看，之后就没人敢再轻视他了。当时温子升作《韩陵山寺碑》碑文，庾信读后抄下碑文。南朝的人问庾信：“北方的文人怎么样？”庾信说：“唯有韩陵山的一片石头可以做我的知音，薛道衡、卢思道多少懂点文墨，其余的都是驴鸣狗叫，喧扰嘈杂而已。”
后徐陵去了北方，抄好了《韩陵山寺碑》，准备带回南梁。正当此时，《魏书》作者，同样号称北地三才之一的魏收登门拜访，希望他能够将自己的文集同样带回南方。徐陵同意了魏收的请求，但徐陵回去渡江到了一半，把魏收的书直接扔水里。旁边的人不解，徐陵回答：“我是替魏公藏拙。”

## 作品
- 《永安記》3卷。
- 《溫侍讀集》。
- 《定國寺碑》

## 評價
- 济阴王元晖业：“江左文人，宋有颜延之、谢灵运，梁有沈约，我子昇足以陵颜轹谢，含任吐沈。”
- 梁武帝蕭衍：“曹植、陸機複生於北土。”（意指溫子昇的文學成就堪比曹植、陸機）
- 沈德潛《魏書本傳》》：“直是唐人。”（意指溫子昇的詩風可比唐代詩人）

## 延伸阅读
[在维基数据编辑]
 《魏書·卷85》，出自魏收《魏书》
 《北史/卷083》，出自李延壽《北史》